# Laffite-Toupière
Laffite-Toupière (em occitano:  Era Hita Topièra) é uma comuna francesa na região administrativa da Occitânia, no departamento do Alto Garona. Estende-se por uma área de 4.84 km², com 100 habitantes, segundo o censo de 2018, com uma densidade de 21 hab/km².